# ليون إمبا
الرئيس الاسبق والأول لدولة الجابون (1961-1967) ولد عام 9 فبراير1902و توفي وهو في الحكم في 27 نوفمبر 1967. كمانه أول رئيس وزراء للبلد (1959-1961).ينتمي ليون إلى عرقية الفانغ ولد لعائلة متميزة نسبيا في الريف

## بداية حياته
بعد انهاء دراسته شغل عدد من الوظائف الصغيرة قبل أن يدخل في سلك الإدارة الاستعمارية كعامل جمارك.خلال تلك الفترة كان يكتب لصحيفة «صدى الجابون» وبسبب نشاطاته الساسية التي ادت إلى قلق الإدارة الاستعمارية منه. أدى إلى ادانته بالسجن في بعض القضايا البسيطة التي كانت عادة تعاقب بالغرامة.و في عام 1924 اعطته الإدارة الفرنسية فرصة أخرى واختارته كرئيس لاحدى المقاطعات.و بسبب اتهامة بالتواطؤ في مقتل سيدة بالقرب من ليبرفيل حكم عليه بالسجن لمدة 3 سنوات والابعاد في المنفى لمدة 10 أخرى.

## قي المنفى
نفى ليون إلى اوبانغي شاري - ماعرف لاحقا بأفريقيا الوسطى-. أثناء وجودة في المنفى عمل على إصدار كتاب يدون فيه القوانين العرفية والقبلية لاثنية الفانغ.و ظل شخصا غير مرغوب فيه بالنسبة إلى الجابون حتى عام 1946 حين سمحت الإدارة الفرنسية بعودته.

## في الغابون
عاد إلى بلاده في عام 1946 وعمل في شركة تجارية بريطانية واسس الحركة المختلطة الغابونية المرتبطة بالتجمع الديمقراطي الأفريقي المنادي بالحكم الذاتي على نطاق أفريقيا الفرنسية كلها.و أصبح عضوا في قيادة التجمع ومسؤلا فيه عن الصحافة.و في عام 1952 دخل المجلس الإقليمي الغابوني اثر النتخابات المحلية وحول حركته إلى التكتل الديمقراطي الغابوني ثم نجح في انتخابات 1956 ليصبح عمدة ليبرفيل.و في العام التالي انتصر حزبه على منافسيه وأصبح نائب رئيس المجلس التنفيذي الذي يرأسه الحاكم الفرنسي وفي عام 1958 أصبح رئيس المجلس التنفيذي فرئيسا للوزراء وبعد اعلان استقلال الغابون عام 1960 وصل إلى منصب الرئاسة.

## الرئاسة
ارتقى ليون إلى رئاسة البلاد بعد الاستقلال ولكنه جوبه بمعارضة شديدة نتيجة سياساته الموالية لفرنسا. دفع ذلك ليون إلى فرض حالة الطوارئ ولكنه تجاوز تلك المرحلة سريعا واستطاع الفوز بانتخابات عام 1961 بنصر كاسح وفي عام 1964 عاد ليواجه صعوبات مرة أخرى عندما تدخل الجيش مجبرا ايه على الاستقالة فارضا السياسي جان هيلير كرئيس لعدة أيام ولكنه استطاع استعادة السيطرة بفضل التدخل الفرنسي لصالحه. اعيد انتخابه رئيسا لبلاد في عام 1967 ولكنه توفي في نوفمبر من نفس العام متاثرا بمرض السرطان وخلفة في الرئاسة نائبه عمر بونجو

## روابط خارجية
- ليون إمبا على موقع الموسوعة البريطانية (الإنجليزية)
- ليون إمبا على موقع مونزينجر (الألمانية)